# Тарманчукан
Тарманчука́н — село в Архаринском районе Амурской области, входит в Кундурский сельсовет.
Основано в 1911 г. 
Название с эвенкийского тарми — утка, чукан — травянистое место. В момент основания станции в данных местах на просторной травянистой местности в обилии водилась утка.

## География
Село Тарманчукан стоит на правом берегу реки Тарманчукан (левый приток реки Урил, бассейн Амура).
В 4 км севернее села Тарманчукан проходит федеральная автотрасса «Амур», выезд на трассу через село Урил (расположено в 15 км в западном направлении).
Расстояние до районного центра Архара (на запад по автотрассе «Амур») — около 60 км.
Расстояние до административного центра Кундурского сельсовета села Кундур (на восток по автотрассе «Амур», через село Урил) — около 56 км.

## Инфраструктура
- Станция Тарманчукан Дальневосточной железной дороги, расположена в 56 км в восточном направлении от станции Архара.
- На перегоне Тарманчукан — Касаткин построен Тарманчуканский тоннель (см. Хинганские тоннели).